# Vias
Vias är en kommun i departementet Hérault i regionen Occitanien i södra Frankrike. Kommunen ligger i kantonen Agde som tillhör arrondissementet Béziers. År 2022 hade Vias 5 960 invånare.

## Befolkningsutveckling
Antalet invånare i kommunen Vias
Referens:INSEE